# Барикін Олександр Олександрович
Олександр Олександрович Барикін (справжнє прізвище Бирикін; 1952—2011) — радянський і російський поп-рок-музикант (співак, композитор, гітарист).
Олександра Барикіна іноді називають «батьком російського регі».

## Життєпис

### Дитинство та юність
Народився 18 лютого 1952 року в селі Березово (колишнє місто Березів) Ханти-Мансійського автономного округу, в родині Олександра Олександровича та Олександри Георгіївни Бирикіних. Незабаром переїхав з батьками і братом Василем до підмосковного міста Люберці, де закінчив середню школу № 9 і музичну школу, грав на домрі.
Будучи старшокласником, Олександр Барикін організував свій перший гурт «Алегро» і виступав з ним на танцмайданчиках. Тоді ж почав складати пісні, причому лише на власні вірші. Ставши професійним композитором, писав вірші для своїх пісень рідко.
Після призову до лав Радянської армії, служив спочатку в ракетних частинах під Калугою, але незабаром був переведений до складу ансамблю протиповітряної оборони Московського військового округу.
Закінчив класичне вокальне відділення музичного училища імені Гнесіних. Потім Олександр навчався у Краснодарському інституті культури, який закінчив заочно за фахом «режисер масових заходів», коли вже виступав на професійному рівні.

### Професійна кар'єра
З 1973 року Барикін став професійним музикантом. Виступав у:
- ВІА «Москвичі» (1975 р.), де заявив себе і як виконавець своїх перших пісень;
- «Веселые ребята» (1973—1976 рр.);
- «Самоцветы» (1976—1977);

- в сочинському гурті «Жемчуг» (1977 — березень 1979)[7].

У 1974 році брав участь у записі першої великої платівки ансамблю «Весёлые Ребята» «Любовь — огромная страна». Пізніше брав участь у записі ансамблем музики та пісень до фільмів «Центровий з піднебесся» і «Відважний Ширак». Брав участь також у проекті Давида Тухманова «По волне моей памяти», виконавши пісню «Приглашение к путешествию» на вірші Шарля Бодлера, яка принесла йому популярність. (До цього Барикін заспівав і записав у складі «Веселых ребят» три пісні Тухманова; перша з них була записана в 1973 році для телефільму «Ця весела планета» в дуеті з Олександром Лерманом).
У 1979 році, повернувшись до складу гурту «Веселые ребята», брав участь у записі платівки «Музикальный глобус», яка складалася з кавер-версій західних хітів. Саме тоді він зробив повторену ще в період сольної кар'єри кавер-версію відомої пісні гурту UFO «Belladonna». В серпні цього ж року покинув ансамбль.

#### 1980-ті
У 1980 році спільно з гітаристом «Самоцветов» Володимиром Кузьміним Барикін організував рок-гурт «Карнавал», який здобув широку популярність в СРСР, головним чином завдяки поширенню магнітофонних записів. У цей період Олександр Барикін був захоплений стилями реггі і нова хвиля. Але це зовсім не означало відмову від рок-н-ролу. У заголовній пісні магнітоальбома «Рок-н-рольный марафон» (1986 р.) Барикін заспівав власні слова: «Новой волне, где компьютерный мотив, / Жизнь возратил старый и потёртый гриф» (мався на увазі гриф електрогітари). Ці рядки відображають музичне кредо гурту.
Дебютний магнітоальбом гурту «Супермен» (1981 р.) здобув велику популярність серед шанувальників рок-музики. До нього увійшли пісні Кузьміна, Барикіна і Володимира Матецького. Вірші поета-пісняра Ігоря Кохановського (тільки одну пісню Кузьмін написав на власні слова) робили зміст пісень близьким до творчості «Машины Времени» і «Воскресения» (при всій неподібності музики). Тоді ж, у 1981 році фірма «Мелодія» випустила міньйон з трьома піснями «Карнавалу», що розійшовся накладом у 5 млн. примірників.
Передня сторона обкладинки являла собою заснований на фотографії малюнок, що зображає музикантів на чорному тлі. Обличчя музикантів виглядали дуже похмуро, що не відповідало світлині (в цьому легко переконатися, оскільки сама світлина знаходиться на задній стороні — лише Барикін, один з усієї четвірки, явно свідомо зробив своє обличчя похмурим). На концертах учасники «Карнавалу» виступали в чорних костюмах (за словами Барикіна, «…в дусі того, що ми відчували, що відбувається в країні»). Спочатку гурт хотіли назвати «Чорний карнавал» (можливо, повторюючи назву першої збірки оповідань Рея Бредбері, — Барикін ще в сімдесяті роки захопився філософською фантастикою). Тобто це був зовсім не той «Зоряний карнавал», який дуже скоро Барикін почав створювати разом з Кузьміним (пісню з такою назвою він написав на вірші Кузьміна).
У 1982 році між Барикіним та Кузьміним почалися розбіжності, і вони розійшлися. Після судового розгляду про те, кому буде належати назва «Карнавал» (виграв Барикін, що зареєстрував назву в Тульській філармонії), Кузьмін заснував нову групу «Динамик», куди пішли ключові музиканти колишнього колективу. «Карнавал» залишився з Барикіним, але йому довелося набирати новий склад.
Тоді ж він остаточно змінив своє паспортне прізвище Бирикін, зазначене і на платівці «По волне моей памяти», і на міньйоні «Карнавалу». Вперше це було зроблено в 1979 році з ініціативи художнього керівника «Весёлых Ребят» Павла Слободкіна на міньйоні, куди увійшли пісні, які готувалися до «музикального глобусу». Слободкін влаштував піар за методом «Думайте, що хочете», обігравши збіг прізвищ з новою солісткою Людмилою Барикіної. «Це нас Паша в „Весёлых Ребятах“ звів з Людкою під одну прізвище. Точніше, мене звів…», — говорив сам Олександр Барикін.
Барикін і Кузьмін не стали ворогами. До магнітоальбому гурту «Радио», що вийшов у 1984 році увійшла (за згодою автора) пісня Кузьміна «Пусть играет музика». Пізніше Кузьмін брав участь у концерті, присвяченому 20-річчю професійної музичної діяльності Барикіна (1993р.), а Барикін — у концерті, присвяченому 50-річчю Кузьміна (2005р.).
Найбільш відомі хіти Барикіна в 1982—1985 роках «Чили», «Спасательный круг», а особливо пісня «Чудо-остров», написана спільно з клавішником «Карнавалу» Русланом Горобцем. Пізніше, вже не граючи в гурті, Горобець написав для «Карнавалу» пісню, яка стала хітом «Аэропорт». При записі пісні соло на гітарі виконав Валерій Гаїна.
У березні 1985 року Барикін несподівано для багатьох розпустив «Карнавал», а сам приєднався до гурту «Рок-ателье», який збирався на закордонні гастролі з театром Ленінського комсомолу. Але гастролі зірвалися, і цей альянс розпався. Барикін реорганізував «Карнавал» і незабаром гурт виступив на Московському міжнародному фестивалі молоді і студентів.
Олександр Барикін продовжує співпрацю з Давидом Тухмановим і випускає платівку «Ступени», що складалася з його і своїх пісень. Тандем виявляється вдалим, кар'єра Барикіна отримує новий виток. У тому ж році його запросили на «Блакитний вогник» виконати пісню Ігоря Ніколаєва на слова Валерія Сауткіна «Программа телепередач на завтра», і з цього моменту Барикін здобуває всесоюзну популярність; на телебаченні звучать його композиції «Аэропорт» і «20:00». У 1986 році разом з Юрієм Лозою брав участь у проекті «Антре», який випустив єдиний магнітоальбом «Плот», де Барикін першим виконав пісню «Плот» — найвідоміший хіт Лози.
У 1987 році він записав один із своїх головних хітів «Букет», поклавши на музику вірш Миколи Рубцова. Пісня отримує гран-прі «Пісня року-87», а в 1988 році виходить однойменна платівка.
Через три місяці після аварії на Чорнобильській АЕС Барикін дав там концерт. Результатом стала операція на щитоподібній залозі. Крім того, як відзначали багато виконавців, які побували в зоні підвищеної радіації, це негативно відбивається і на вокальних даних: наприклад, точно так само пошкодили собі голос Алла Пугачова та Ірина Понаровська.

#### 1990-ті
Після виходу платівки «Букет» (1988) Барикіна починають дорікати за відхід від року, називають естрадником. У відповідь він випускає рок-платівку «Эй, смотри!» (1990). Концерт 1990 року в ГЦКЗ «Росія» знімається радянським телебаченням. У 1991 році, випустивши свій останній LP «Голубые глаза» (заголовна пісня на вірші Генріха Гейне також отримала закиди в «естрадності, удаваності»), «Карнавал» розпадається.
На початку 1990-х років у музиканта почалися проблеми з голосовими зв'язками. Перенісши операцію на щитоподібній залозі, він випустив три наступних диска: «Русский Пляж» (1994), «Никогда не поздно» (1995) та «Острова» (1996), але незабаром хвороба загострилася. Після 1996 року Барикін п'ять років не випускав нових альбомів, потім вилікувався і відновив активну діяльність.
У 1990-ті роки був постійним учасником футбольної команди популярних музикантів «Старко». В середині 1990-х років до рок-музики прийшов син Олександра — Георгій Барикін; батько займався продюсуванням сина. Георгій Барикін як гітарист брав участь у записах альбомів батька, грав на його концертах.

#### 2000-ті
У 2000 році, спільно з музикантами (які входили до його акомпануючого складу і через рік взяли участь у записі альбому «Волга» (тільки двоє з них грали в «Карнавалі»), Барикін організував ювілейний концерт з нагоди 20-річчя гурту.
У 2002 році відбувся великий концерт на честь 50-річчя Барикіна. У ньому не зміг взяти участь Володимир Кузьмін, але брали участь і виконували пісні з репертуару Барикіна Алла Пугачова, Тетяна Буланова, Вітас, Андрій Губін, Дмитро Маліков, Олександр Малінін, Олександр Маршал, Ігор Ніколаєв, Крістіна Орбакайте, Тетяна Овсієнко, Георгій Барикін, групи «Михей і Джуманджи», «Ногу звело!», «Прем'єр-міністр», «Рондо». Ювілейний диск, з триб'ютом, був випущений також у 2002 році під назвою «Звёздный карнавал».
У жовтні 2002 року вийшов альбом «Молись, дитя!». Його презентація відбулася в храмі Христа Спасителя, бо альбом носив концептуальний характер і складався з пісень на релігійну тему.
В подальшому були видані нові альбоми музиканта — «Волга» (2001) з однойменною ремейком народної пісні у стилі «реггі», а також «Река и море» (2003), «Любовь» (2005), «Нелли» (присвячений молодій дружині і записаний спільно з нею в 2006 році), «Ракета с Юга» (2008, напів-ремейк старих пісень з кількома новими, записаний з брянської техно-групою DUB TV) і «RockHeStar» (2009, випущений до 30-річчя гурту «Карнавал»).
20 листопада 2009 року в Лужниках відбувся великий концерт Олександра Барикіна і гурту «Карнавал» під назвою «30 років разом». Гурт вийшов на сцену в «золотому» складі. Серед запрошених гостей були Валерій Гаїна, Григорій Безуглий, гурт «Ранетки» та гурт дружини Барикіна — «Неллі».
Барикін заявив у 1983 році в журналі «Юність», що думка рок-автора повинна виражатися в музиці. Барикін не лише складав тексти пісень сам, але і співпрацював з різними поетами-піснярами, у тому числі з Аркадієм Славоросовим, з яким вчився в одній школі і якого вважав найбільш близьким собі поетом (а також з Павлом Жагуном, Маргаритою Пушкіною, Вадимом Маліковим, Борисом Дубровіним, Михайлом Танічем, Борисом Баркасом та іншими). Але він написав і пісні на вірші Олександра Пушкіна, Михайла Лермонтова,Осипа Мандельштама, Анни Ахматової, Генріха Гейне, Артюра Рембо, грузинського поета-романтика Ніколоза Бараташвілі. Прочитаний вірш Марини Макової «Актер» стало основою для однойменної пісні, яка спочатку увійшла до альбому «Карусель», а потім до концертного альбому «Актер»; прочитаний вірш Сергія Каратова «Не залишайте жінку одну…» — основою для однієї з небагатьох бардівських пісень Барикіна.

### Смерть
Останні роки життя Олександр Барикін проводив у Брянську, де до весілля жила його друга дружина. Восени 2010 року співак пережив гострий гіпертонічний криз. Барикін проходив лікування у Брянському кардіологічному диспансері.
Олександр Барикін помер на гастролях в Оренбурзі 26 березня 2011 року. За інформацією представників брянського продюсерського центру «Жива вода» (з яким Барикін співпрацював), причиною смерті став повторний обширний інфаркт під час концерту. За офіційними даними, співак ледве доспівав останню пісню і пішов за куліси. Пізніше його відвезли до лікарні, де була зроблена операція, але вранці він помер.
Раптова смерть музиканта стала для багатьох його колег шоком. Багато хто вважає, що Олександр страшно переживав розлучення з молодою дружиною (вона була молодшою Барикіна на 33 роки), співачкою Неллі Власовою, на якій він одружився у 2005 році. В 2010 році вони розлучилися. Після особистої драми у Олександра стався мікроінфаркт. Барикін, заставши дружину з коханцем, пішов, залишивши їй свою квартиру в Москві і став жити на дачі, за 60 км від Москви. «Вона зрадила його, і це його підкосило.» — розповіла в інтерв'ю «КП» Лєна Леніна, близька подруга Олександра. «Найстрашніше, що у Саші залишилося троє дітей. Але їм нічого не дістанеться. Оскільки він не встиг розлучитися з молодою дружиною, всі права на пісні відійдуть їй — ось що саме несправедливе. Що спадщина Барикіна отримає людина, зрадник його! Дуже прикро, що на останній його день народження прийшов тільки один фотограф — преса проігнорувала це свято.»— обурюється Олена Леніна. «А зараз, коли Сашка не стало, всі як стерв'ятники накинулися на його друзів за коментарями. Прикро, що ми не цінуємо живих».
Не виключається відкриття пам'ятників музикантові в містах Люберці та Вольську, де пройшли його дитинство і юність.
На прощання з Барикіним у Театрі естради прийшли Давид Тухманов, Павло Слободкін, Володимир Кузьмін, давній і близький друг покійного Олександр Буйнов, Юрій Антонов, Лев Лещенко, Лариса Доліна, Олексій Глизін, Лоліта Мілявська, Микола Расторгуєв, Андрій Сапунов та інші відомі музиканти, виконавці і композитори.
Організацією похорону займався Йосип Кобзон. Олександра Барикіна поховали 29 березня 2011 року на Троєкуровському кладовищі (6-та ділянка) у Москві. Пам'ятник на могилі співака споруджений у 2012 році скульптором Валерієм Білих на кошти Алли Пугачової і мера Новокуйбишевська Андрія Коновалова, який довгий час товаришував з музикантом.
Згодом у мережі Інтернет були викладені останні «посмертні» музичні роботи співака — альбом «Давай, живи!» (2011, пісня була презентована незадовго до смерті на останніх концертних виступах) та інструментальний релакс-альбом на мотиви старих пісень «Dreams of Beyond» (2012), записаний спільно з брянським діджеєм DJ reAlex і сином Георгієм.

### Родина
- Батько — Олександр Олександрович Бирикін — працював механіком на заводі сільськогосподарських машин[27].
- Мати — Олександра Георгіївна Бирикіна (нар. 1928) — інвалід 1 групи, пересувається на інвалідному кріслі, працювала інженером на электроламповом заводі[27][28][29][30][31][32].
- Брат — Василь Олександрович Бирикін (нар. 6 червня 1953)[33] — шофер, одружений, двоє дітей[27][28].
- Перша дружина — Галина Бексалтанівна Березова (нар. 14.04.1953), з якою Олександр познайомився ще в школі[34]. Їх шлюб тривав близько 30 років.
  - Син — Георгій Бирикін (псевдонім — Gosha, Барикін, нар. 1974) — музикант, співак, автор пісень[35].
  - Дочка Кіра Бирикіна (нар. 1992)[27].
- Друга дружина — Неллі Власова (нар. 14 жовтня 1985, Чита). Вони одружилися 19 серпня 2005 року[8][36][37]. Неллі працювала в податковій інспекції Брянську, а потім виступала з чоловіком в дуеті і як бек-вокалістка, написала вірші для трьох пісень альбому «Нелли» (2006) і там заспівала одну пісню. Олександр допоміг їй записати сольний альбом «Душа и драйв» (2008), де вона виступила автором практично всіх текстів, а також музики двох пісень. Основним композитором альбому був Олександр, але для однієї пісні музику написав його син Георгій[38][39]. За словами Неллі, незадовго до смерті Барикіна вони домовилися про розлучення[40].
  - Дочка — Євгенія Бирикіна (нар. 10 квітня 2006)[8].

У музиканта є позашлюбний син Тимур Саєд-Шах (нар. 16 вересня 1987) від Раїси Саєд-Шах. Знімався в «Єралаші», відомий як репер Check.

### Пам'ять
«Про нього можна було говорити тільки хороше», — заявляють музиканти, які знали Барикіна. Виступав разом з Барикіним у «Весёлых Ребятах» В'ячеслав Малежик сказав, що той був для багатьох музикантів орієнтиром, «лакмусовим папірцем, з яким можна було порівняти себе і зрозуміти, правильним шляхом ти йдеш чи ні».
Володимир Кузьмін на своєму офіційному сайті так відреагував на смерть старого товариша: «Кошмар. Дуже боляче… Не тільки говорити, а навіть думати про це, уявити, що Саші більше немає. Великий музикант і людина. Найглибші співчуття рідним, особливо дітям».
Валерій Гаїна, який брав участь в записі двох альбомів Барикіна, сказав: «Саша був дуже важливою людиною в моєму житті. Він був хорошим другом, чудовим співрозмовником і прекрасним музикантом. З теплотою згадую ті дні, що ми провели з ним в студії, і ті концерти, що ми разом зіграли. Не можу повірити, що все це назавжди залишилося в минулому. Він прожив своє життя гідно і чесно і назавжди залишиться в моїй пам'яті веселим хлопцем, сміливо який зробив крок з 1980-х років у XXI століття. Вдячний долі за такого друга».
29 березня 2012 року в концертному залі «Crocus City Hall» відбувся концерт, присвячений творчості музиканта. У ньому брали участь Ігор Сандлер, Лев Лещенко, Алсу, Віктор Салтиков, Оксана Богословська, Йосип Кобзон, Микола Трубач, Олексій Глизін, Тетяна Буланова, Валерій Меладзе, Сергій Бєліков, Анатолій Альошин, Олександр Маршал, співавтор Барикіна Вадим Маліков, Леонід Агутін, Георгій Барикін, Олексій Гоман, групи «Білоруські Пісняри», «Наомі» та «Карнавал» під керуванням О. Солдаткіна (основний кістяк склали учасники «Карнавалу» 1980-х — В. Ільєнко та О. Філоненко).
Концерт завершувався словами Олександри Георгіївни Бирикіної, матері співака. Також на сцену вийшли колишні колеги Барикіна — Олександр Акінін, Олексій Смирнов і Петро Бородін.
3 квітня 2013 року в Москві відбулася презентація документального фільму режисера Сергія Заркова про Олександра Барикіна «Живая душа», знятого Продюсерським центром Ігоря Сандлера. Запрошені були відомі музиканти (Олег Газманов,Тамара Гвердцителі, Ігор Бутман, Лариса Доліна, Олексій Глизін, Дмитро Ревякін, Барі Алібасов, Валерій Гаїна, Сергій Манукян, Олексій Романов, Ольга Кормухіна, Дмитро Четвергов, Петро Підгородецький, Артур Беркут, Олексій Бєлов, Ігор Джавад-Заде та інші), за участі яких пройшов концерт пам'яті Барикіна.
У 2015 році одна з нових вулиць Люберець була названа на честь Барикіна.

## Дискографія

### «Карнавал»
1. 1981 — Супермен (магнітоальбом)
2. 1981 — Карнавал, миньон («Мелодія»)
3. 1982 — Карусель (магнітоальбом)
4. 1983 — Актёр (концертный магнітоальбом)
5. 1984 — Радио (магнітоальбом)
6. 1985 — Запасной игрок (магнітоальбом)
7. 1985 — Ступени («Мелодія»)
8. 1985 — Когда мы влюблены (магнітоальбом)
9. 1985 — Океан (магнітоальбом)
10. 1986 — Автомат (магнітоальбом)
11. 1986 — Рок-н-ролльный марафон (магнітоальбом)
12. 1986 — Своё лицо (магнітоальбом)
13. 1987 — Букет (магнітоальбом)
14. 1988 — Букет («Мелодія», змінений варіант)
15. 1989 — Эй, послушай! (магнітоальбом)
16. 1990 — Эй, смотри! («Мелодія»)
17. 1991 — Голубые глаза («Мелодія»)
18. 1996 — Ступени («Moroz Records», перевидання на CD)
19. 1996 — Эй, смотри! («Moroz Records», перевидання на CD)
20. 2000 — Юбилейный концерт, CD (бутлег)
21. 2001 — Концерт в Куйбышеве («Moroz Records», CD, запис 1982 року)

Збірники:
1. 1987 — музикальный телетайп-2 («Мелодія», пісня «Аэропорт»)
2. 1987 — Женский портрет. Для вас, женщины! («Мелодія», пісня «Когда мы влюблены»)
3. 1987 — По вашим письмам («Мелодія», миньон, пісня «Букет»)
4. 1988 — музикальный телетайп-3 («Мелодія», пісня «Букет»)
5. 1990 — Вас поздравляют звёзды! («Мелодія», пісні «Рождество» разом з Аллою Пугачовою, Олександром Буйновим, Олександром Малініним, Русланом Горобцом, Батирханом Шукеновим та гурту «А-Студио») і «Я схожу от тебя с ума»)
6. 1990 — Деловая женщина. Для вас, женщины! («Мелодія», пісня «20.00»)
7. 1991 — «Кругозор» № 7 (гнучкий міньйон, пісні «Ты так мила» та «Королева бала»)
8. 1993 — Аэропорт («Moroz Records», CD)
9. 1997 — Из серии «Легенды русского рока» («Moroz Records», CD)
10. 1997 — Внезапный тупик («Moroz Records», CD)
11. 1997 — Я буду долго гнать велосипед («Moroz Records», CD)
12. 2002 — Ранние песни («Hit Records», CD)
13. 2003 — Александр Барикін и группа «Карнавал» («Dynamit Records», 2CD)

### Олександр Барикін
1. 1994 — Русский пляж («Бекар Records»)
2. 1994 — Фестиваль «Робин Гуд-94» в Лыткарино («Moroz Records», концертний CD)
3. 1995 — Никогда не поздно («Moroz Records»)
4. 1996 — Острова («Moroz Records»)
5. 2001 — Волга («Ньюс Мьюзик»)
6. 2002 — Молись, дитя! («JRC»)
7. 2003 — Река и море («Проф-мьюзик»)
8. 2004 — Я знаю теперь… («Союз», концертний CD)
9. 2005 — Любовь («CD Land»)
10. 2006 — Нелли («Монолит Рекордс»)
11. 2008 — Ракета с Юга
12. 2009 — RockHeStar («CD Land»)
13. 2011 — У квітні очікувався вихід у світ нового альбому «Релакс».[40] З 2012 року доступний в Інтернеті під назвою «Dreams of Beyond» («Record-studio»)
14. 2011 — Давай живи! («Живая вода»)

Триб'ют:
1. 2002 — Звёздный карнавал

Збірники:
1. 1995 — Александр Барикін («Anima Vox»)
2. 2000 — Из серии Grand Collection («Квадро-диск»)
3. 2003 — Из «Звёздной серии» («S.T.R. Records»)

### Продюсування
1. 2008 — Душа и драйв (Неллі Барикіна)

## Фільмографія
1. 1975 — Центровий з піднебесся
2. 1976 — Відважний Ширак[49]

## Відеокліпи
1. «20:00» (1986)
2. «Кресты и звёзды» (1990)
3. «Голубые глаза» (1991)
4. «Волга» (2001)
5. «Ночь — голубая тайна» (2002)
6. «К тебе» (2006)
7. «Вижу тебя» (2011) (С Лєной Лєніной)